# Scherocumella lepturus
Scherocumella lepturus är en kräftdjursart som beskrevs av William Thomas Calman 1911. Scherocumella lepturus ingår i släktet Scherocumella och familjen Nannastacidae. Inga underarter finns listade i Catalogue of Life.